# Trận Werbach
Trận chiến Werbach là một trận đánh trong cuộc Chiến tranh Bảy tuần, hay nói cách khác là cuộc Chiến tranh Áo-Phổ, đã diễn ra vào ngày 24 tháng 7 năm 1866, tại Werbach trên sông Tauber (Đức). Trong trận giao chiến này, một sư đoàn của quân đội Phổ dưới quyền chỉ huy của Trung tướng August Karl von Göben – là một phần của Binh đoàn Main dưới sự điều khiển của Trung tướng Edwin von Manteuffel đã giành chiến thắng trước Sư đoàn Baden, hay nói cách khác là Sư đoàn số 2 thuộc Quân đoàn VIII của quân đội Liên minh các quốc gia Đức dưới sự chỉ huy của Vương công Alexander xứ Hesse-Darmstadt. Nhờ thắng lợi này, các lực lượng Phổ đã thu được quyền vượt sông Tauber tại Werbach. Thiệt hại nhẹ nhàng của quân đội Baden (trong đó có một số tù binh) đã chứng tỏ sự kháng cự yếu ớt của họ trong trận chiến, song nhìn chung thì các trận đánh trong ngày hôm ấy đã mang lại thiệt hại nặng nề cho Quân đoàn VIII của Liên minh. Trong khi đó, chiến công của tiểu đoàn Bremen, cùng với lữ đoàn Oldenburg của Phổ dưới sự điều khiển của tướng Welzien trong trận Werbach đã thể hiện hiệu quả của họ trong chiến đấu.
Sau khi đánh bại Quân đoàn VIII của Liên minh các quốc gia Đức do Alexander xứ Hesse-Darmstadt chỉ huy trong một số trận đánh, Binh đoàn Main của Phổ dưới quyền Thượng tướng Bộ binh Eduard Vogel von Falckenstein đã chiếm được Frankfurt am Main trong tháng 7 năm 1866. Ngày 19 tháng 7, tướng Manteuffel lên nhậm chức tư lệnh Binh đoàn Main thay cho Falckenstein. Trong thời điểm này, Alexander đã hội quân với người Bayern tại Würzburg, nhưng điều này đã quá trễ để đem lại lợi lộc cho quân Liên minh. Giờ đây, sau khi được tăng viện đáng kể, Manteuffel tiến quân từ Frankfurt vào ngày 21 tháng 7. Trong khi Hoàng tử Karl xứ Bayern đang do dự rằng không biết ông ta nền kháng cự hay là rút quân để yểm trợ cho kinh thành München của mình, quân đội Phổ đã tiến công Quân đoàn VIII vào ngày 24 tháng 7 tại sông Tauber. Manteuffel điều động sư đoàn của tướng Eduard von Flies ở cánh trái của ông tấn công sư đoàn Hesse tại Wertheim, trong khi sư đoàn của tướng Von Göben sẽ tấn công đạo quân Württemberg tại Tauberbischofsheim và sư đoàn Baden tại Werbach. Ngay sau khi lực lượng tiền vệ của Göben vấp phải sự kháng cự của quân Liên minh trong trận Tauberbischofsheim, lữ đoàn Oldenburg đã tiến công quân Baden tại Werbach. Lực lượng bộ binh Oldenburg đã nhanh chóng đánh bật quân Baden ra khỏi Hochhausen (nằm trên bờ trái sông Tauber), tuy nhiên quân Baden kiên quyết phòng ngự lối vượt qua đoạn suối tại Werbach. Trước tình hình đó, lực lượng pháo binh Oldenburg đã khai hỏa và sớm làm câm tịt các khẩu đội pháo của người Baden, mặc dù quân Baden chỉ chịu thiệt hại nhỏ. Từ trong một khu rừng, quân bộ binh Oldenburg đã tiến đánh ngôi làng Werbach. Sau một thời gian ngắn đụng độ lẻ tẻ với đối phương, người Oldenburg đã ào ạt tấn công, phần thì mở đường qua các chiến ngại vật và phần thì lội suối.
Cuộc tiến công của quân đội Phổ đã thu được thắng lợi toàn diện, và quân đội Baden đã bị quét sạch ra khỏi làng Werbach. Lực lượng pháo binh Württemberg đã ra sức yểm trợ cho cuộc triệt thoái của quân Baden, nhưng cũng bị pháo binh của Phổ buộc phải thua chạy. Cùng ngày, quân Phổ của Von Flies cũng nhanh chóng đánh chiếm Wertheim, trong khi lực lượng tiền vệ của Göben cũng thắng trận Tauberbischofsheim. Chiến thắng của quân Phổ tại trận Werbach đã khiến cho quân Baden phải rút lui xa đến mức mà Alexander không thể kéo dài cuộc chiến trên sông Tauber cho đến ngày hôm sau. Nhìn chung, các lực lượng Phổ chỉ chịu tổn thất nhỏ trong các đợt giao tranh vào ngày 24 tháng 7.